# ألكسندر إيروكين
ألكسندر إيروكين (بالروسية: Ерохин, Александр Юрьевич)‏ (و. 1989  م) هو لاعب كرة قدم، من روسيا، ولد في بارناول، شارك في كأس العالم لكرة القدم 2018، يلعب كلاعب وسط.

## روابط خارجية
- ألكسندر إيروكين على موقع الاتحاد الدولي (مؤرشف)  (الإنجليزية)
- ألكسندر إيروكين على موقع الاتحاد الأوربي (الإنجليزية)
- ألكسندر إيروكين على موقع قاعدة بيانات كرة القدم.إي يو (الإنجليزية)
- ألكسندر إيروكين على موقع ناشيونال فوتبول تيمز (الإنجليزية)
- ألكسندر إيروكين على موقع Soccerway.com (الإنجليزية)
- ألكسندر إيروكين على موقع AS.com (الإسبانية)